# Ghiacciaio Chapman (Terra di Palmer)
Il ghiacciaio Chapman (in inglese Chapman Glacier) è un ghiacciaio lungo circa 19 km e largo 17 nella sua parte centrale e 3 alla bocca, situato sulla costa di Rymill, nella parte occidentale della Terra di Palmer, in Antartide. Il ghiacciaio, il cui punto più alto si trova a circa 350 m s.l.m., fluisce verso ovest a partire dalla scarpata Goettel, sul versante occidentale dell'altopiano Dyer, e scorre tra il monte Flower, a nord, e il monte Courtauld, a sud, fino a entrare nel canale di Giorgio VI, poco a sud di punta Carse.

## Storia
Scoperto nel 1936 durante una ricognizione effettuata dalla spedizione britannica nella Terra di Graham, comandata da John Rymill, il ghiacciaio Chapman fu poi così battezzato nel 1954 dal Comitato britannico per i toponimi antartici in onore dello scalatore britannico ed esploratore artico Frederick S. Chapman, che nel 1934 portò 64 cani dalla Groenlandia occidentale all'Inghilterra perché fossero utilizzati proprio nella suddetta spedizione di Rymill.